# Eli Ben Rimoz

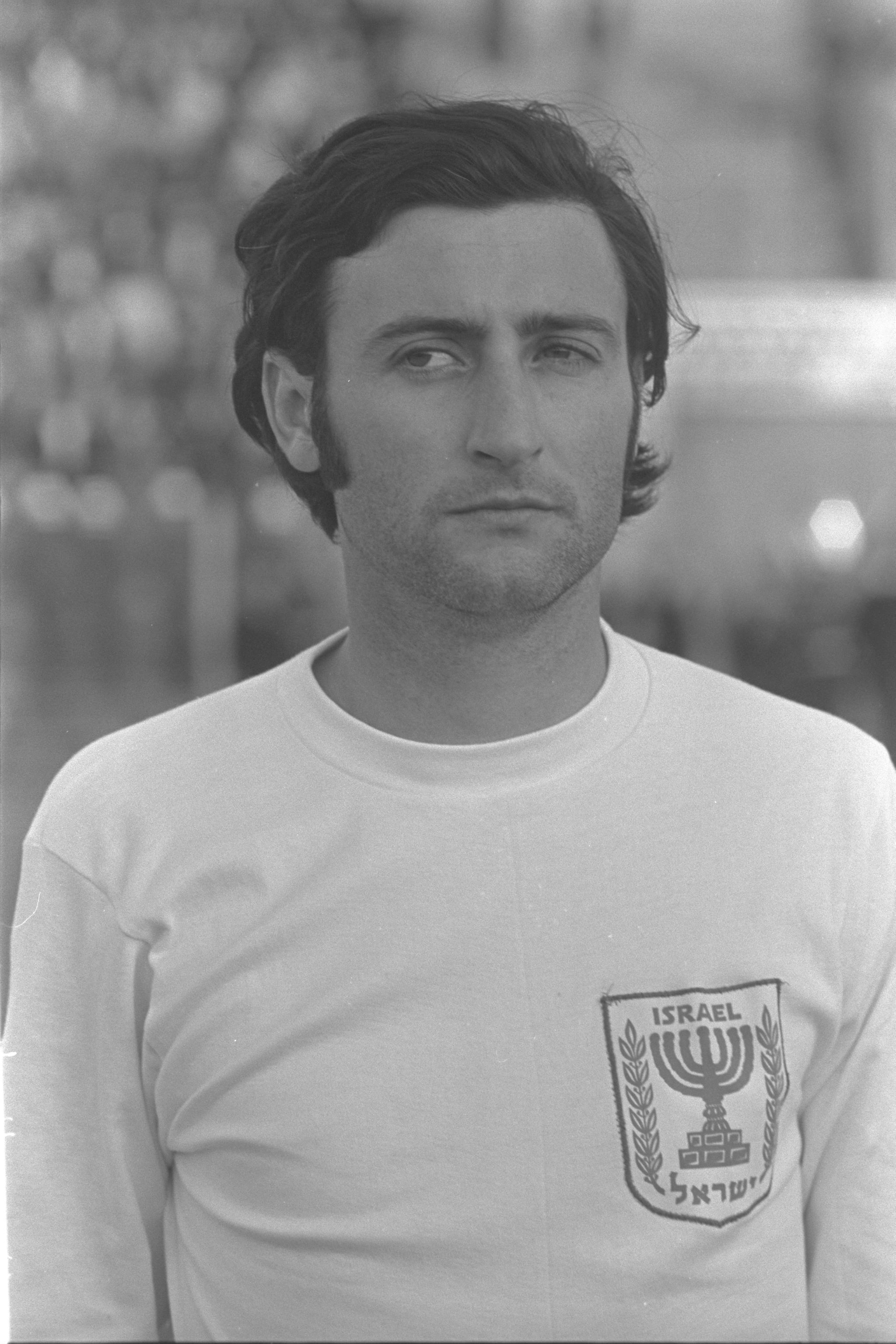
Eli Ben Rimoz

Eli Ben Rimoz (20 de novembro de 1944) é um ex-futebolista israelense.

## Carreira
De origem francesa, começou em 1964, no Hapoel Jerusalém, time que defenderia por treze anos (1964-1977). Após deixar o time vermelho e branco da capital, ele teve uma curta e tímida passagem pelo Bnei Yehuda.
Ben Rimoz retornou ao Hapoel Jerusalém para encerrar a carreira, em 1979. O único título conquistado por ele com os alvirrubros foi a Copa do Estado de Israel, em 1973.

## Seleção
O período que Ben Rimoz passou pela Seleção Israelense ainda é desconhecido. Ele disputou a Copa de 1970, a única disputada pelo país.